# Conquesta feudal hispànica
La conquesta feudal hispànica és un relat historiogràfic que il·lustra les etapes en què els pobles cristians i catòlics del nord de la península Ibèrica van conquerir de forma intermitent, al llarg d'una època de quatre segles, tota la resta dels territoris hispànics cap al sud sota sobirania de l'Àndalus. La historiografia espanyola es refereix sovint a aquesta llarga època com a Reconquesta (tot i que en desús en l'àmbit acadèmic), mentre que els historiadors del món àrab l'anomenen Caiguda de l'Àndalus (àrab: سقوط الأندلس, suqūṭ al-Andalus) i consideren aquests fets històrics com una conseqüència de l'afebliment de les societats andalusines a partir del segle xi, a causa de la inestabilitat política interna.
El relat comença amb les primeres estructures polítiques i eclasiàstiques que van començar a bastir els pobles hispànics al nord, basades en el Feudalisme. Paral·lelament, la resistència de petites societats muntanyenques del nord a l'avanç dels musulmans, amb la batalla de Covadonga en l'any 722, i la derrota dels andalusins a Poitiers en el 732, va tenir com a conseqüència la fi de l'expansió omeia d'Hispània, que arribava fins a Narbona i Nimes. Mentrestant, les comunitats cristianes i romàniques del Cantàbric i dels Pirineus bastien petits dominis territorials que feien ràtzies en l'Àndalus fins que, en el segle xii les incursions es tornen sistemàtiques i planificades a partir de la declaració de guerra santa pel papa Urbà II en el concili de Clarmont (França, 1095). En conseqüència, l'estructura política de l'Al-Àndalus es desintegra per la manca d'un lideratge militar col·legiat, a diferència dels cristians que es coordinaven l'estratègia expansionista amb successius pactes i tractats, i construïen societats basades en la cultura de guerra i colonització amb pobladors no sols de la península, sinó d'arreu de l'Europa carolíngia també.
L'ocupació i colonització d'una terra conquerida es cloïa amb una cerimònia cum cornu et albende de rege, és a dir, amb toc de trompetes i el desplegament d'un estendard. Així va passar, per exemple, amb la Senyera Reial com a penó de la conquesta a València en 1238, hissada pels mateixos andalusins. En les noves societats feudals i colonitzadores, a la població autòctona andalusina i als seus descendents els van sotmetre a un règim jurídic sever que els discriminaven, els excloïen de l'àmbit polític, comercial i religiós, o acabaven expulsats de la península massivament.
Tot i els plans ambiciosos de la Corona d'Aragó i de la Corona de Castella de continuar la seua expansió territorial cap al Magreb, el procés d'expansió feudal finalitza el 1492 amb la conquesta del regne nassarita de Gharnata, com a últim estat islàmic a la península. Molt més endavant, al segle xix, sorgeix la idea de «la Reconquesta» com a al·legoria del nacionalisme espanyol, una manifestació ideològica que encara perdura avui dia, però que és força qüestionada en l'àmbit acadèmic. Portugal és l'únic estat sorgit d'aquest procès històric que encara existeix en l'actualitat.

## Definició historiogràfica
Segons la historiografia més recent el terme reconquesta és històricament inexacte, atès que els regnes cristians que van conquerir el territori andalusí es van constituir com a societats noves i separades després de l'ocupació islàmica de la península, malgrat els esforços d'alguns monarques castellans per presentar-se com a hereus directes de l'antic regne visigot de Toledo. A més a més, segons aquesta interpretació actual, reconquesta és un concepte parcial, de motivació ideològica i religiosa, atès que només presenta la visió cristiana d'aquest complex procés històric, esbiaixant el punt de vista dels andalusins. Per tant, s'ha suggerit com a noms alternatius Conquesta cristiana, Conquesta feudal d'al-Àndalus, o directament la colonització feudal de la península Ibèrica, entre altres denominacions, que no porten la càrrega ideològica del concepte de reconquesta. En realitat, aquest concepte és una construcció historiogràfica que agrupa diverses etapes i situacions molt diferents al llarg dels vuit segles que es considera que va durar, ja que els protagonistes no tenien consciència, en general, d'aquest procés històric. Així i tot, l'Església i alguns cronistes medievals ja van fer construccions ideològiques amb el concepte, amb la finalitat de justificar les conquestes.
Cal tenir present també que la colonització d'al-Àndalus no és un fet aïllat a la Hispània, ja que s'insereix en un context europeu més ampli que es caracteritza per l'expansió de la societat feudal des del nucli original del feudalisme, al centre de l'Europa occidental, cap a la perifèria. Per tant, es tracta d'un procés històric que respon de forma anàloga als paràmetres d'altres processos contemporanis, com ara conquesta i colonització anglesa d'Irlanda, l'expansió alemanya a l'est del riu Elba (procés conegut amb el terme també ideològic de Drang nach Osten o 'marxa a l'est') o l'expansió franca a Terra Santa mitjançant les croades i la creació del regne croat de Jerusalem, entre d'altres.

## Antecedents

### El període tardoromà
Al segle v l'afeblit Imperi Romà d'Occident va demanar als visigots, un poble bàrbar fortament romanitzat i que estava federat a l'imperi, que expulsessin els vàndals i alans d'Hispània. Com a pagament per llur lleialtat, els visigots rebrien aquesta província romana i el sud de la Gàl·lia com a foedus. Amb la deposició de l'últim emperador romà per Odoacre el 476 els visigots van governar aquests territoris com a regne independent, primer com a Regne de Tolosa i, després de la derrota a mans dels francs el 507 en la batalla de Vouillé, únicament a Hispània com a Regne de Toledo. Així i tot, l'aportació de població dels visigots a la península va ser molt reduïda, el control polític era relatiu, ja que eren vassalls de l'Imperi Romà d'Orient, i el seu domini no s'estenia a tota la península, ja que l'emperador Justinià I va incorporar-se en el 554 una franja territorial del sud peninsular que s'estenia des de Dénia fins a Còrdova.

### L'ocupació musulmana de la península

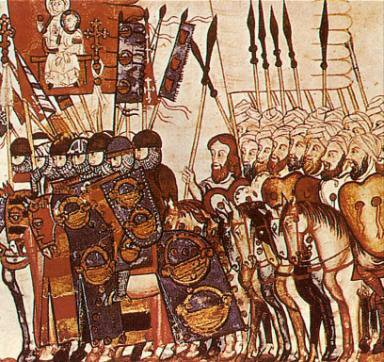
Guerrers cristians i musulmans

A la mort del rei visigot Vítiza, el 710, es va produir un conflicte entre els partidaris de la monarquia hereditària amb els fills del rei mort al capdavant, i els partidaris de la monarquia electiva a favor del nou rei Roderic, un conflicte que tenia, així mateix, un rerefons religiós entre catòlics i arrians. El 711 el comte de Ceuta, Julià, que estava refugiant la família i els partidaris de Vítiza i que mantenia relacions amb el governador de Tingis, Tàriq ibn Ziyad, i el seu emir Mussa ibn Nussayr, va demanar ajuda a les poblacions àrabs i amazigues del nord d'Àfrica per intervenir al conflicte i donar-li suport en la seva lluita contra Roderic. Els historiadors difereixen quant a la intenció de Mussa en aquest moment de la història; ja sigui que planejava una conquesta completa, una invasió limitada per confirmar una aliança, o només un atac per afeblir les forces visigòtiques.
Les forces musulmanes van derrotar Roderic que segons les llegendes hauria mort en la batalla de Guadalete el 711, a causa en part per la deserció de les tropes sota el seu comandament a petició del bisbe Oppas (el nebot del qual, Àquila, era fill de Vítiza). Després de la batalla, el domini visigot es va desmembrar, i Àquila va rendir les seves terres el 712.
Durant els tres anys següents els musulmans van ocupar la resta de l'antiga Hispània mitjançant pactes amb la noblesa visigòtica. El 713 va caure Toledo i el 714 Saragossa. L'exèrcit araboamazic va continuar cap al nord fins a ser derrotat per Eudes d'Aquitània a prop de Tolosa el 721, i finalment per Carles Martell el 732 en la batalla de Tours. Els musulmans, llavors, es van assentar a la península Ibèrica, establint un emirat subordinat, nominalment, al califa de Damasc. La major part dels nobles visigots van mantenir llurs propietats i llur estatus social convertint-se a l'islam, atès que el canvi de govern no afectava seriosament llurs activitats quotidianes. Les divisions comtals es van mantenir, però l'administració local va canviar; els musulmans van ocupar els llocs clau atès que cap no-musulmà podia governar un musulmà. La població de cristians i jueus havien de sotmetre's al Codi d'Umar, que assegurava la supremacia de l'islam sobre les altres religions. Des de llavors es va conèixer al territori musulmà de la península com a al-Àndalus.
La regió nord d'Hispània, travessada per la serralada Cantàbrica, era habitada durant el primer mil·lenni aC per grups tribals que els estrangers anomenaven asturs, càntabres i vascons. No van poder ser conquerits pels romans i al segle i August els va aïllar envoltant-los amb campaments romans, d'on després sorgirien ciutats com Lleó i Pamplona. Aquestes poblacions de muntanya no romanitzades van resistir també a l'ocupació musulmana, creant-se així els primers grups de resistència al nord de la Península.

## Orígens dels regnes cristians

### El Regne d'Astúries

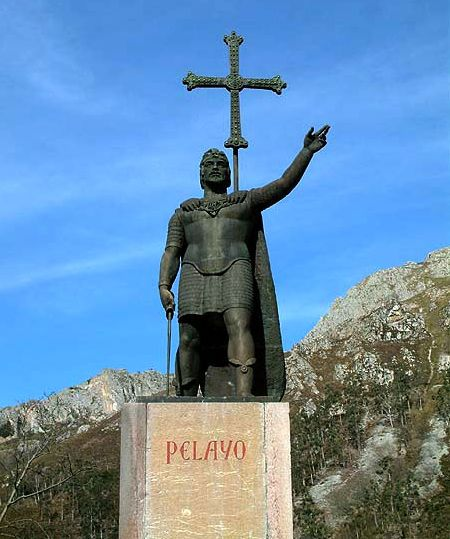
Monument a Pelai

El 718 el noble visigot Pelai, l'encarregat de la guàrdia reial de Roderic que hauria escapat de la batalla de Guadalete, es va refugiar junt amb altres visigots a Astúries, aliant-se amb les poblacions indígenes tribals a través del matrimoni amb la reialesa astur. Sota el seu lideratge els atacs contra els amazics instal·lats a la zona de Galícia es van incrementar. Entre el 718 i 724 (possiblement al 722), l'emir hi va enviar tropes per sufocar aquesta rebel·lió i per controlar la regió. Les tropes de l'emir, tanmateix, van ser derrotades en la batalla de Covadonga. La hipòtesi més acceptada quant a la batalla (una epopeia segons les cròniques cristianes, una escaramussa segons els textos àrabs) diu que les forces musulmanes van ser atacades des dels penya-segats i es van retirar a les valls cap a la regió de l'actual ciutat de Gijón, i després van ser atacades durant la seva retirada pel seguici del duc Pere de Cantàbria i gairebé aniquilats. La victòria va enfortir els asturians i tan bon punt havien expulsat els andalusins de les valls orientals d'Astúries, Pelai va atacar Lleó, la ciutat principal del nord-oest de la península, i va dominar els passos de les muntanyes, aïllant la regió dels atacs andalusins. Pelai va continuar atacant els amazics que havien romàs a les serralades asturianes fins que es retiraren. Després va casar el seu fill Fàfila amb la filla del duc Pere.
Alfons II (791-842), fill de Freula i la basca Múnia d'Álaba, va pujar al tron el 791. Durant les primaveres del 792, 793 i 794 els andalusins van saquejar Àlaba i fins i tot Oviedo. Per tal de prevenir aquests atacs continus, el rei va començar a establir contactes diplomàtics amb els reis de Pamplona i amb Carlemany i el seu successor Lluís el Pietós, que serien molt importants en el desenvolupament cultural, religiós i polític del Regne d'Astúries. Al-Hakam va assajar d'interrompre aquests contactes atacant Astúries, però el regne es va consolidar amb el reconeixement d'Alfons com a rei d'Astúries per Carlemany i el papa. Va conquerir Galícia i la regió dels bascos. Durant el seu regnat es va intentar crear una església nacional independent de l'església mossàrab de Toledo, i en aquest procés es va descobrir, aparentment, la tomba de sant Jaume a Compostel·la, en Galícia. Pelegrins de tot Europa occidental van començar una ruta de pelegrinatge entre l'aïllada Astúries i les terres carolíngies, al sud de l'actual França, formant-se així un camí que va animar econòmicament la zona i pel que penetrarien els corrents culturals europeus.
La política d'Alfons consistia a despoblar les fronteres de les Vardúlies (que es convertirien en Castella) per guanyar el suport necessari al nord de les muntanyes i així fer créixer les forces militars. El regne va ser prou fort per saquejar les ciutats andalusines de Lisboa, Zamora i Coïmbra a la recerca de botí.

### Les campanyes franques

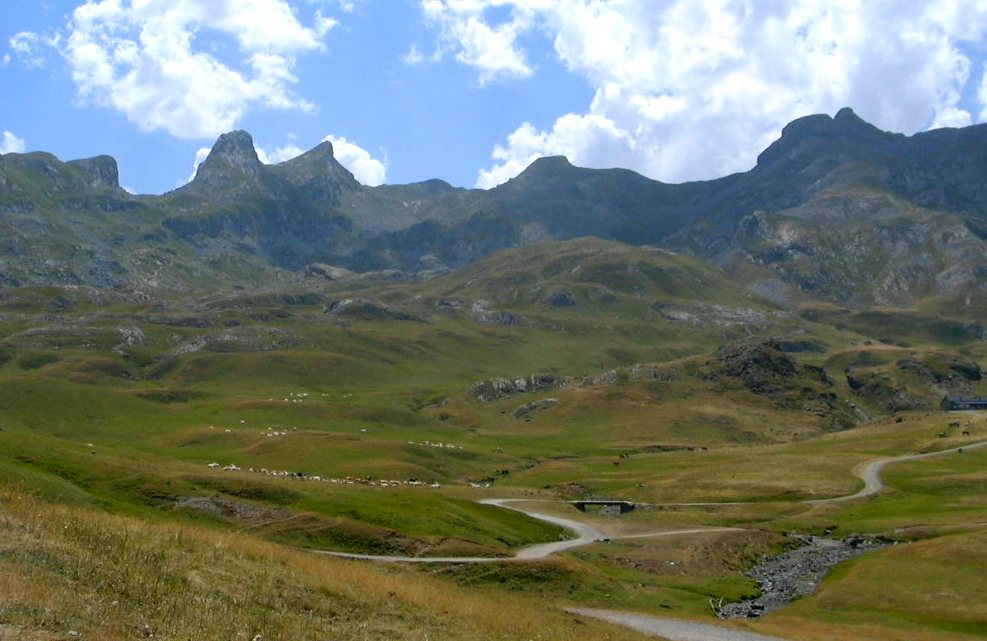
Els Pirineus

Derrotats els musulmans definitivament en la batalla de Tours el 732, els francs emprengueren la conquesta de les terres musulmanes anteriorment integrants del Regne dels Visigots. El primer territori conquerit fou la Septimània: després d'una campanya del mateix Carles Martell el 737 que conclogué amb la victòria en la batalla del Berra, el seu fill Pipí el Breu s'hi dirigí el mateix any de la seva coronació, el 752, i la conquesta finí el 759 amb el setge de Narbona. Amb tota probabilitat, aquesta conquesta s'estengué fins a l'Albera, on s'aturà el domini franc. Durant aquest període, nombrosos hispans del sud dels Pirineus es refugiaren a la Septimània tot fugint del domini islàmic. S'establiren en viles i col·laboraren amb els francs en la conquesta del que consideraven com a antigues terres pairals, i els caps de família dels seus dirigents esdevengueren comtes amb el pas de les generacions. Així doncs, tant a l'època carolíngia com durant el Regne de Toledo els contactes amb la Tarraconense foren molt intensos i és així que els contactes entre Catalunya i Occitània perduraren fins a la baixa edat mitjana.
Durant el seu regnat (768 i endavant), Carlemany va reprendre la campanya d'expansió cap al sud peninsular amb l'objectiu de portar la frontera a l'Ebre. Amb tal efecte, va promoure una revolta interna al nord del recent Emirat de Còrdova, acordada a la Dieta de Paderborn (777) amb els valís Sulayman de Barcelona i Abu Tawr d'Osca. Marxà cap a Hispània i va presentar els seus exèrcits davant Saragossa el 778, però el valí Hussayn al-Ansarí no accedí a lliurar la ciutat, car els revoltats no estaven disposats a sotmetre's al domini dels francs, i així assetjà la ciutat i feu capturar Sulayman com a ostatge. Però una revolta a la marca saxona forçà l'exèrcit a abandonar el setge; de tornada cap a França, patí una emboscada a Roncesvalls, rememorada en el cèlebre poema èpic de la Cançó de Rotllan. Així doncs, la temptativa d'establir la frontera a l'Ebre fou frustrada.
La fallida de l'expedició carolíngia dins Hispània portà els francs a recelar dels vascons i renunciar a la conquesta de la part occidental dels Pirineus. Així, el país dels vascons romangué sota control dels Banu Qasi fins que la família indígena Aritza es va fer amb el domini de la regió, establint el Comtat de Pamplona amb Ènnec Aritza com a cabdill, qui en va expandir els dominis cap a la badia de Biscaia. El comtat no estava subordinat ni al poder franc ni a l'andalusí, i passà a la dinastia Ximena el segle x, que arribà a dominar tots els regnes peninsulars llevat dels comtats catalans. Al seu torn, el Comtat d'Aragó i el de Sobrarb, tot i que sota domini o influència franca durant la primera meitat del segle ix, finalment caigueren sota influència dels Ximens de Navarra i portaren a terme la campanya militar hispànica amb independència de la política franca.
La contrapartida de la desfeta de Roncesvalls fou la penetració del domini franc a la part oriental dels Pirineus, en part pel fet que el poder de l'emir estava centrat a sufocar la revolta iemenita a tota la zona de l'Ebre. L'any 785 obre les portes al domini franc, i el 790 ho fa la ciutat d'Urgell, i així neixen els comtats de Girona i Urgell. Carlemany reacciona a l'algarada del 793 amb una campanya que marxà el 798 amb el seu fill Lluís el Pietós al capdavant que conclogué amb la presa de Barcelona el 801, amb la consegüent creació del Comtat de Barcelona. Per la seva part, els comtes de Tolosa conquereixen les valls altes del Pallars i la Ribagorça entre el 802 i el 806, establint així els comtats de Pallars i Ribagorça. D'aquesta manera es consolidà la frontera en la línia Llobregat - Cardener/Llobregós - Montsec, que durant força temps fou la que separà els dominis cristians dels musulmans i que separa la Catalunya Vella de la Catalunya Nova.
Aquesta expansió dins territori hispànic permeté als hispans refugiats al Regne dels Francs de tornar a les seves antigues terres, i així tot el segle ix és un període de repoblaments de territoris que, després d'un primer abandonament de cristians i d'un segon abandonament dels nouvinguts musulmans, romania despoblat i que calia repoblar.
El nou territori conquerit als musulmans, que antigament era part integrant del Regne dels Visigots, rebé el nom de Gòtia, i incloïa tota la regió de la Septimània fins a la ciutat de Barcelona. La Gòtia, juntament amb els dominis meridionals del Comtat de Tolosa, formaven un territori de frontera que calia defensar de manera adient amb castells i guarnicions. Així doncs, els francs consideraven aquest territori una marca, i expressions com ara Marca de Tolosa, Marca de Gòtia o Marca de Septimània eren habituals. En canvi, cal notar que no es tractava d'un territori polític, amb validesa jurídica i governat per un marquès que el dominava unitàriament: es tractava simplement de denominacions geogràfiques. Semblantment, són corrents expressions com ara regnum, dux o marchio ('marquès') referits a la Gòtia, a Septimània o a tota Hispània, però llur significat no va més enllà de 'regió' i 'cabdill' o 'capitost', referit a l'home més important i amb més dominis de la zona. Per altra banda, també s'establia una diferència entre l'antiga Septimània visigòtica (al nord de l'Albera) i els territoris conquerits dins Hispània, i així el primer tendia a anomenar-se simplement Septimània, mentre que els segons es deien genèricament Hispania. Un nou terme, Marca Hispanica, nasqué per referir-se als dominis carolingis dins Hispània, però cal notar que no tenia validesa jurídica i que sovint també podia englobar parts de Tolosa i la Septimània. Aquest territori, de domini carolingi, però al sud dels Pirineus, foren els anomenats comtats catalans i amb el temps serien anomenats Catalunya.
Durant aquest període es formaren gairebé tots els comtats catalans, i també la Septimània estava tota fragmentada en comtats, signe de la feblesa del domini imperial a la zona. Però d'entre tots, un comtat tenia un paper més rellevant que els altres, el de Barcelona. Durant les últimes dècades del segle ix, sota el comte Guifre el Pilós, Barcelona es convertiria en el comtat dominant de la regió, controlant les polítiques dels altres comtats catalans.

## El procés de colonització
Tan bon punt els francs havien vençut els musulmans, la necessitat de defensar els passos o ports dels Pirineus s'havia convertit en una situació important de la política de Carlemany. Es van construir fortificacions i es va donar protecció als habitants de les antigues ciutats romanes com ara Jaca i Girona. Els passos principals eren Orreaga/Roncesvalles, Somport i Jonquera. Carlemany va poblar els comtats de Pamplona, Aragó i Barcelona.
L'assentament de població cristiana a la conca del Duero es va realitzar en dues fases. Al nord del riu, entre els segles ix i x, es va utilitzar el sistema de la pressura. Al sud del Duero, durant els segles x i xii es van desenvolupar ciutats mitjançant la donació de furs, els quals s'estendrien després cap a altres regions, i fonamentalment amb la formació de mercats. Els furs eren estatuts que documentaven els privilegis i usatges amb què regir la comunitat, donats normalment per monarca, malgrat que no únicament, a les persones que poblaven un poble. Com a resultat, el consell del poble era depenent del seu senyor, convertint-se així els furs en el sistema més utilitzat per poblar Navarra i més tard Aragó. El primer fur va ser atorgat al comte Ferran González de Castrojeriz durant la dècada del 940.
En una primera onada de colonització, la pressura es referia a un grup de pagesos que travessaven les muntanyes i s'assentaven a les terres despoblades de la conca del Duero per practicar l'agricultura. La monarquia asturiana promovia aquest sistema atorgant al pagès tota la terra que podia treballar i defensar com a propietat seva. Més tard també els magnats asturians i gallecs, així com el clergat, i sobretot els monestirs benedictins enviarien llurs expedicions pròpies amb pagesos que dominaven amb relacions feudals, el que va crear tota una xarxa d'aldees a la frontera. Amb el temps els primers pagesos lliures aniran desapareixent i tots els pagesos esdevindrien vassalls feudals. Les pressures també es van utilitzar, per exemple, a Catalunya, quan el comte de Barcelona va demanar al bisbe d'Urgell i al comte de Girona colonitzar les planes de Vic.
Va ser precisament amb l'aparició del feudalisme a principis del segle x que la conquesta es va accelerar pel desig dels senyors feudals, inclosos els reis, d'aconseguir noves terres. A partir d'aquest moment les ciutats i els pobles van guanyar major importància amb el ressorgiment del comerç i l'expansió monetària a la baixa edat mitjana. També l'enfortiment de la monarquia va permetre controlar majorment el procés de colonització i regular l'emigració cap al sud de les poblacions feudalitzades. Així cal diferenciar entre les terres directament poblades pels reis, bàsicament a les ciutats i viles malgrat que no únicament, i les donacions en feu a senyors feudals laics, monestirs i ordes militars que atreien població concedint-los rendes menys fortes que les que tenien als seus llocs d'origen, on el feudalisme feia segles que estava consolidat.
A partir del segle xiii, quan la monarquia ja dominava el procés, la colonització es va organitzar mitjançant els coneguts Repartiments, pels quals els monarques repartien el territori conquerit a al-Àndalus. Les donacions podien ser directament a pagesos en petites proporcions, o bé a senyors feudals que posteriorment repartiria a altres pagesos. Amb aquest mètode es va colonitzar els regnes de Mallorca, València, Múrcia, Sevilla i Jaén, i més tard el de Granada.

## Al-Àndalus davant la conquesta cristiana

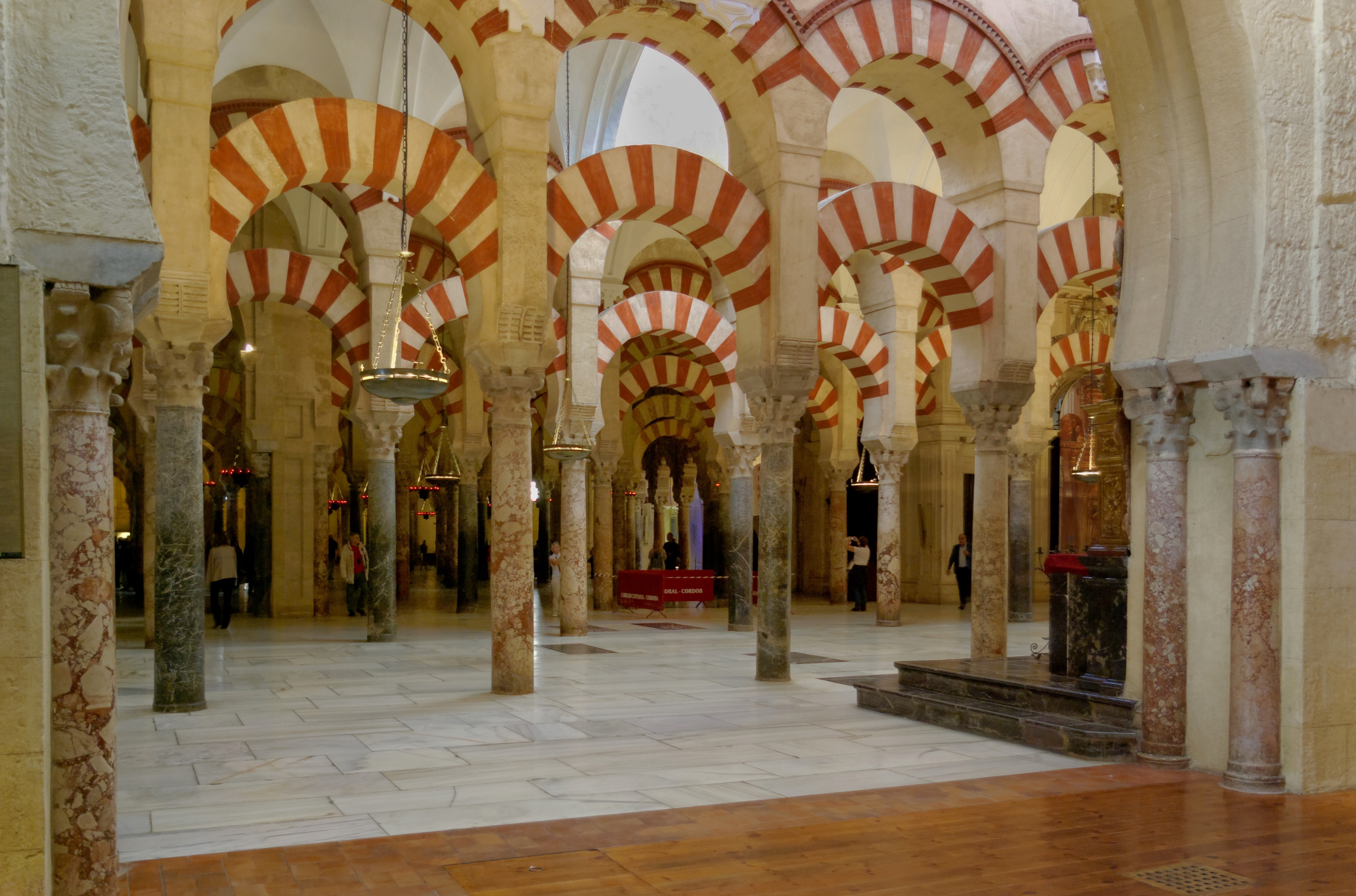
Mesquita de Còrdova.

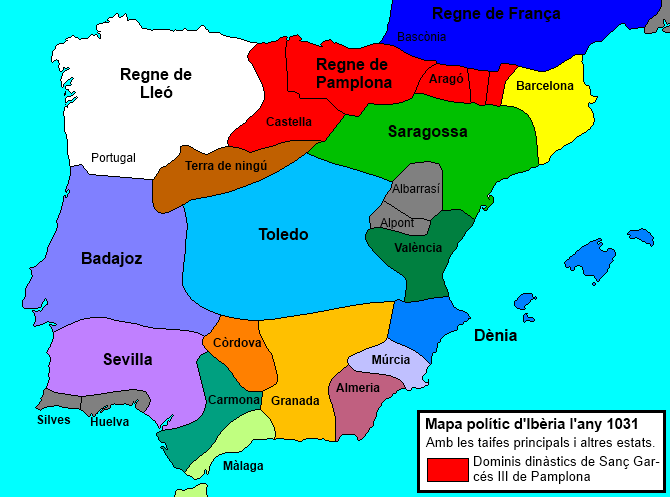
Taifes a l'any 1031.

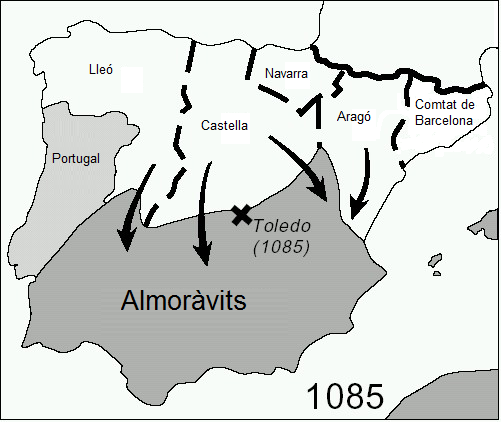
Expansió dels regnes cristians

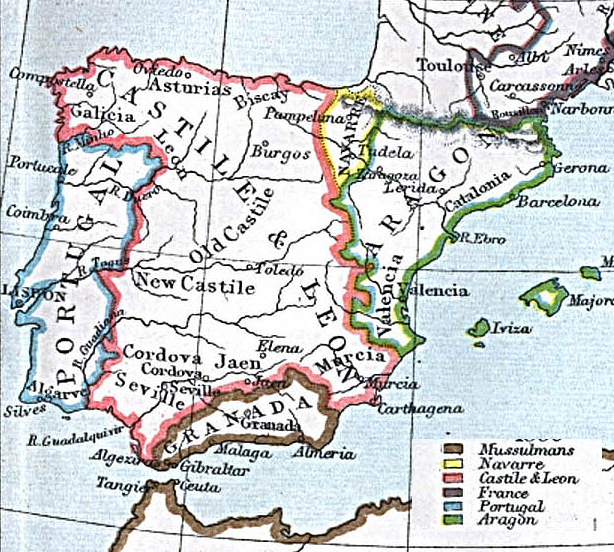
Els regnes peninsulars vers l'any 1360

La situació d'al-Àndalus entre els segles x i xii va tenir un paper molt important en el desenvolupament dels regnes cristians.
El 923 l'emir de Còrdova Abd al-Rahman III, líder de la dinastia Umayyad, va declarar-se califa independent de la dinastia Abbàssida, de Bagdad. Va prendre tot el poder religiós i polític, i va reorganitzar l'exèrcit i la burocràcia. Tan bon punt va guanyar el control dels governadors dissidents, el califa va voler acabar amb el lideratge cristià de la península atacant-los diverses vegades.
Abd-ar-Rahman net va esdevenir un titella a les mans del gran visir Almansor (al-Mansur, 'el victoriós'). Almansor va iniciar una forta campanya contra els regnes cristians, atacant i saquejant Burgos, Lleó, Pamplona, Barcelona i Santiago de Compostel·la fins a la seva mort el 1002.
A la mort d'Almansor I el 1031 Al-Àndalus va patir guerres civils que van acabar amb el sorgiment de les taifes. Les taifes eren petits regnes establerts pels governadors de les ciutats que van aconseguir assolir llur independència. Com a resultat van emergir fins a 34 regnes petits que van lluitar entre si per annexionar nous territoris sota la seva influència.
Quan Alfons VI de Castella (1040-1109) va conquerir Tulàytula en 1085 els dirigents d'al-Àndalus, no sense grans temors, van decidir cridar en auxili els guerrers almoràvits, amazics neoconversos que tenien una visió estricta i poc cultivada de l'islam. Yússuf ibn Tasufin va entrar amb el seu exèrcit a la península Ibèrica en diverses ocasions (1086, 1088 i 1093, i es trobà amb una terra fèrtil i pròspera, però també va observar el que per ell era un relaxament dels preceptes doctrinals de l'islam i una excessiva tolerància amb els jueus i els cristians. Això li va provocar la determinació d'apoderar-se d'aquests regnes, animat per la divisió entre les diferents taifes. Va completar la conquesta d'al-Àndalus el 1090, a excepció de la taifa de València, que va ser conquerida en 1094 pel mercenari castellà anomenat Rodrigo Díaz de Vivar, que la va mantenir fins al 1102.
Els marínides foren la dinastia amaziga que va succeir els almohades al Marroc, des de mitjan segle xiii a principi del xv. Els benimerins intervingueren de manera decisiva en la política del regne nassarí de Granada, on tenien un exèrcit permanent. A més a més, foren un suport fonamental de la resistència contra els reis cristians. El seu objectiu estratègic, en un principi, fou el de dominar l'estret de Gibraltar per tal de tenir el control del comerç entre la Mediterrània i l'Atlàntic. D'aquesta manera, els benimerins entraren al sud d'al-Àndalus el 1224, per donar suport als reis granadins, enfrontant-se directament amb els cristians. L'enfrontament pel domini de l'estret de Gibraltar es coneix com la Guerra de l'Estret, lliurat entre la Corona de Castella, amb el suport naval de la Corona d'Aragó des del Pacte de Madrid del 1339, i l'aliança nassarí-benimerina, entre 1263 i 1350.
Jaume I d'Aragó va conquerir bona part del Xarc al-Àndalus (l'orient peninsular), primer amb la conquesta de Mallorca el (1229) i més tard amb la conquesta de València (1238). Mentrestant els castellans van obtenir victòries importants, com la conquesta de Tarifa (1292) i la de Gibraltar (1309), però les incursions granadines, la frustrada croada castellanoaragonesa de 1309 i el desastre de la Vega (1319), van igualar les forces cristianes i musulmanes.
Així doncs la creixent amenaça nassarí-benimerí va rellançar la conquesta feudal entre 1327 i 1344. Cap a 1330 Granada es va decantar per altra aliança amb el sultà benimerí Abul-Hasan (1331-1351), disposat a una guerra oberta contra els cristians. D'aquesta manera, els benimerins van arribar a recuperar els ports de Tarifa, Algesires, Gibraltar (1333) i Rota. Alfons XI de Castella va enfortir Castella durant les treves, i en 1339 va ajuntar les seves tropes amb les de Pere IV d'Aragó i Alfons IV de Portugal. En agost de 1340 un gran exèrcit benimerí va desembarcar en les costes peninsulars i va assetjar Tarifa (ara en poder dels castellans). L'enfrontament definitiu va tenir lloc en la batalla del riu Salat (30 d'octubre de 1340), on les tropes castellanes i els seus aliats, derrotaren a l'exèrcit nassarí-benimerí d'Abul-Hasan i el nassarí Yusuf I (1333-1354), els quals tenien un exèrcit molt més nombrós, però pitjor armat i d'inferior tàctica. Amb la moral recuperada Alfons XI va conquerir Alcalá la Real (1341), va derrotar els nazarís en la batalla del riu Palmones (1343) i després de dos anys de setge va prendre Algesires (març de 1344). En 1349 va intentar conquerir en Gibraltar, però va morir de pesta durant el setge (març de 1350). Amb les seves victòries, Alfons XI va destruir l'últim suport nord-africà d'al-Àndalus. Des de mitjan segle xiv, Granada va quedar aïllada del Magrib. L'imperi benimerí es va desintegrar lentament a la mort d'Abul-Hasan, encara que van romandre a la península fins al 1374.

## L'evolució política dels regnes cristians

### Astúries i Lleó
Alfons III d'Astúries va fer de Lleó la seva nova capital i va repoblar aquesta regió estratègica. Des d'aquesta ciutat el rei va començar una sèrie de campanyes per controlar les terres al nord del Duero. Va reorganitzar els seus territoris en ducats majors (Galícia i Portugal) i comtats majors (Saldaña i Castella) i va fortificar les fronteres amb molts castells. L'any de la seva mort havia nascut ja el Regne de Lleó. Amb aquesta nova situació de poder, el seu hereu Ordoni II de Lleó va atacar Toledo i Sevilla. El califat de Còrdova, que aleshores no estava dividit, va atacar Lleó. Navarra es va aliar amb Ordoni contra Abd-al-Rahman, però va ser derrotat en la batalla de Valdejunquera el 920. Durant els següents 80 anys el regne de Lleó va sofrir diverses guerres civils, atacs dels andalusins, disputes internes i assassinats la qual cosa va dur a la independència parcial de Galícia i Castella debilitant les forces cristianes.
Ramir II de Lleó, aliat del comte Ferran González de Castella, va derrotar el califa a Simanc el 939. Després d'aquesta batalla Ramir va aconseguir 12 anys de pau, però havia de concedir a González la independència de Castella com a pagament pel seu suport durant la batalla. Alfons V finalment va derrotar Almansor. Alfons V es va annexar Aragó el segle x i va expandir el seu control sobre la França del sud.

### Navarra
Durant les darreres dècades del segle x, el rei Garcia Sanxes II de Navarra va rebre Biscaia de Castella, i sota el seu regnat Navarra va esdevenir el regne hegemònic de la península. El seu fill, Sanç el Gran, que va regnar del 1004 al 1035 va annexar Castella al regne amb el seu matrimoni, va conquerir Sobrarb i Ribagorça i va fer del regne de Lleó el seu vassall en matar l'únic fill del rei Beremund III de Lleó. Seguint el costum navarrès, Sanç va dividir el regne entre els seus fills: Castella (i Biscaia) per Ferran, Navarra i La Rioja per Sanç IV de Navarra, el comtat d'Aragó per Ramir, i Sobrarb i Ribagorça per Gonçal. Ramir va matar el seu germà Gonçal i va annexar els seus dominis, mentre que Ferran, que es va fer rei, es va casar amb la filla de Beremund III convertint-se en rei de Lleó i Castella.
Navarra va perdre la seva importància sota el rei Sanç IV en perdre La Rioja i gairebé es convertiria en vassall d'Aragó. Després de la seva mort, els navarresos van elegir com a rei seu a Sanç Ramírez, rei d'Aragó. Sanç Ramírez va aconseguir el reconeixement internacional d'Aragó, i va expandir les fronteres cap al sud.

### Corona d'Aragó
Per a més informació, vegeu l'article principal de la Corona d'Aragó

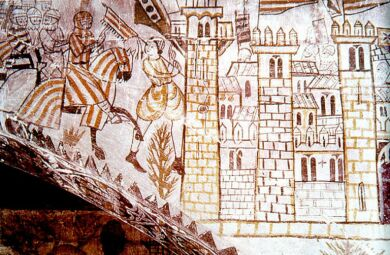
Conquesta de València (1238). Pintura mural al castell d'Alcanyís.

La independència del comtat de Barcelona succeeix, de facto, durant el regnat del comte Borrell II, qui en patir l'atac de Barcelona per part d'Almansor el 985, demanà l'ajut per vassallatge al rei franc, però no el va rebre. En canviar la dinastia franca dels carolingis pels capets, Hug Capet demanà la renovació del vassallatge a canvi de protecció (maig de 987), però Borrell II declararia que la nova dinastia de França no eren els governadors legítims de França i, per tant, del seu comtat.
L'11 d'agost de 1137 el comte Ramon Berenguer IV es prometé a Barbastre amb la princesa Peronella d'Aragó, una nena d'un any, tot i que el casament no es va realitzar fins tretze anys després a Lleida, l'agost del 1150. Aquest prometatge li permeté de passar a governar immediatament aquest país amb el títol de príncep: quedava constituïda la Corona d'Aragó gràcies a la unió dels sobirans d'Aragó i Catalunya, i passant a l'ofensiva conquerint les taifes de Tortosa, Lleida i Siurana entre els anys 1147 i 1154.
La derrota catalano-aragonesa en la batalla de Muret (1213), i la mort de Pere el Catòlic en aquesta, significà la fi del vassallatge occità al comte de Barcelona i de l'intent de domini feudal d'Occitània. En endavant la política expansiva de la corona es dirigirà cap al Xarq al-Àndalus (el territori valencià i les Illes Balears), i més tard s'estendria més enllà pel mar Mediterrani, annexant-se el Regne de Nàpols, el regne de Còrsega, el regne de Sicília i el regne de Sardenya. Fins i tot els reis van incloure entre els seus títols el ducat d'Atenes i es va crear el ducat de Neopàtria, malgrat l'efímer domini dels mercenaris almogàvers sobre aquests ducats, i Jaume II també s'intitulava rei de Múrcia, malgrat haver-hi ocupat el regne només temporalment.
El final de l'expansió peninsular de la Corona d'Aragó el marca el Tractat d'Almizra (1244) signat per Jaume I i el seu gendre Alfons X de Castella. En el pacte s'estipulà que les terres al sud de la línia Busot-Biar-La Vila Joiosa quedaren reservades per al regne de Castella, tot i que posteriorment, els territoris del regne de Múrcia situats al nord del riu Segura van ser incorporades al regne de València per Jaume II (Governació d'Oriola), en virtut de la Sentència Arbitral de Torrelles (1304) i del Tractat d'Elx (1305).

### Castella
L'any 929, el Comtat de Castella es va independitzar de Lleó amb el comte Ferran González, però la Corona de Castella, com entitat històrica, comença el segle xiii, any en què Ferran III de Castella, es corona rei de Castella i rei de Lleó, el qual incloïa els antics regnes de Galícia i Astúries. La unió entre els dos regnes ja s'havia produït anteriorment, el 1037 gràcies a Ferran I de Castella i el 1072 amb Alfons VI de Lleó per separar-se de nou el 1157, però aquesta en fou l'última i definitiva.
Ferran I de Castella va ser rei més important de la segona meitat del segle xi. Va conquerir Coïmbra i va atacar els regnes andalusins, exigint-los un tribut conegut com a paria. L'estratègia de Ferran era continuar demanant paries fins que el taifa estigués molt debilitat militarment i econòmicament. Va repoblar també les fronteres per mitjà de furs. Continuant amb la tradició navarresa, abans de la seva mort va dividir el regne entre els seus fills. Sanç II de Castella volia reunir el regne del seu pare, i va atacar els seus germans. Sanç va ser mort en el setge de Zamora el 1072, i el seu germà Alfons VI va prendre Lleó, Castella i Galícia.
Alfons VI, el Valent, va colonitzar amb població dels seus regnes les zones de Segòvia, Àvila i Salamanca. En haver assegurat les fronteres, el rei Alfons va conquerir el poderós regne andalusí de Toledo el 1085. Toledo, l'antiga capital dels visigots, era una localitat ideològicament molt significativa, i la conquesta va fer d'Alfons un dels reis més reconeguts del món cristià. Va adoptar el títol d'Imperator totious Hispanie ('Emperador de totes les Espanyes', en el sentit geogràfic del terme). Alfons va aplicar una política molt més agressiva contra les taifes, les quals van demanar el suport dels almoràvits africans.

### Portugal
El 24 de juny de 1129 es va produir la Batalla de Sant Mamede en què Alfons Henriques va vèncer la seva mare, Teresa de Lleó i Núñez, adquirint i controlant el comtat portuguès, declarant-lo principat independent. El 1139, sota el títol de comte de Portugal, després de la victòria en la batalla d'Ourique contra un contingent musulmà, Alfons es va autoproclamar Rei de Portugal, amb el suport de les seves tropes.
Segons la tradició, la independència de Portugal va ser confirmada més endavant a les mítiques corts de Lamego, quan va rebre de l'arquebisbe de Braga la corona de Portugal, encara que estudis recents qüestionen la reunió d'aquestes corts. El reconeixement de Castella, però, va arribar el 5 d'octubre de 1143 i es va deure al desig d'Alfons VII de Castella de ser emperador (i com a tal, necessitava altres reis com a vassalls). Alfons Henriques va assajar de consolidar la seva independència, amb importants conquestes de terra andalusina al sud, com la conquesta de Lisboa el 24 d'octubre de 1142 i Santarém el 15 de març, amb el suport d'una poderosa esquadra de 160 vaixells i un contingent d'uns 12.000 croats que es dirigien cap a Terra Santa. Per les seves conquestes, que en més de quaranta anys va duplicar el territori que el seu pare li havia llegat, va ser apel·lat El Conqueridor, tot i que també va ser conegut com El Fundador i El Gran. Els musulmans, fins i tot, en senyal de respecte, van anomenar-lo Ibn-Arrik ('fill d'Enric', traducció literal del genitiu Henriques) o El-Bortukali ('el portuguès').

### Els Reis Catòlics i la conquesta del Regne de Granada

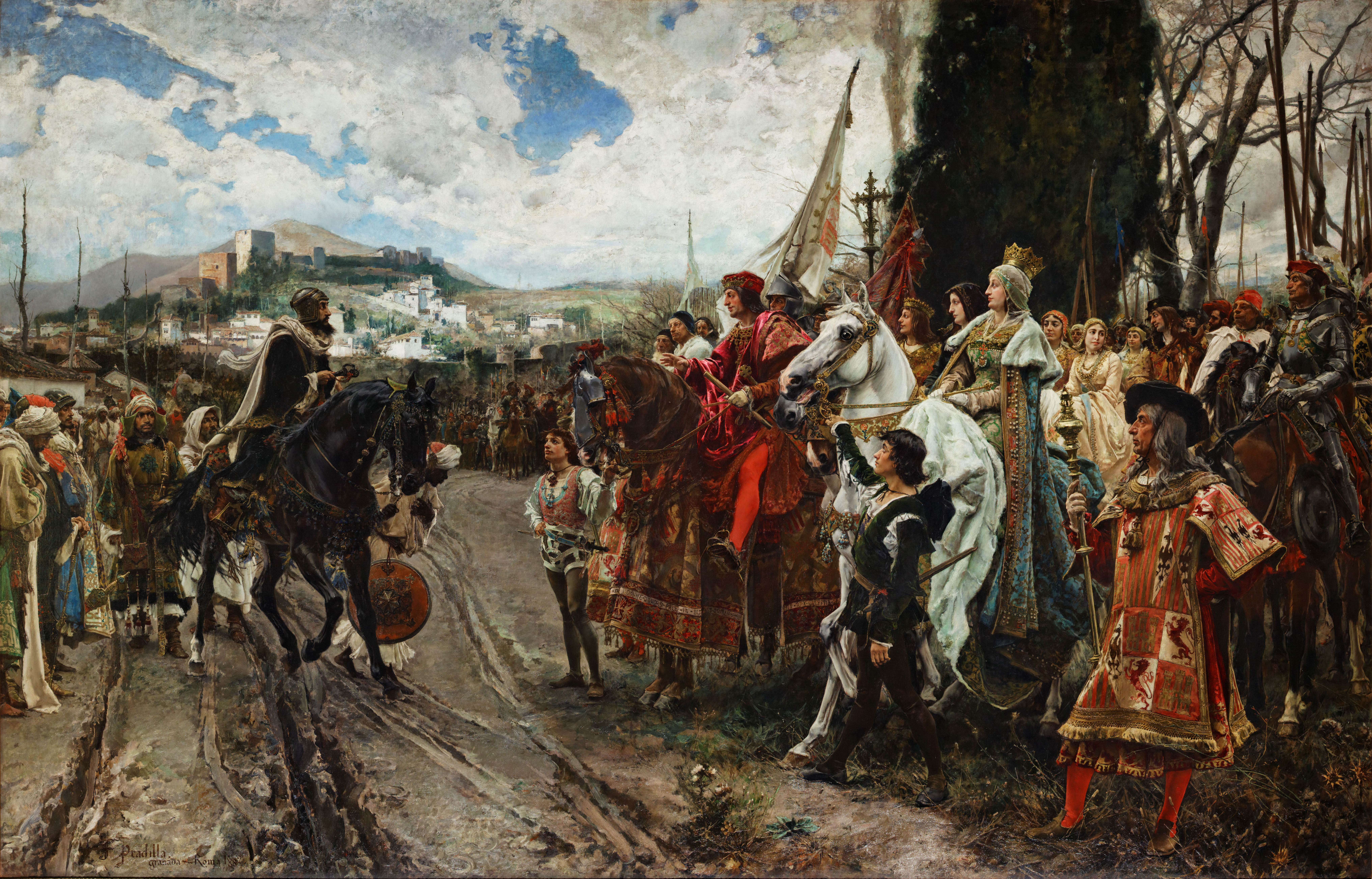
Lliurament de les claus de Granada a la reina Isabel per Boabdil en una recreació del

A l'edat mitjana tardana la península estava dividida en quatre regnes cristians, Castella, Aragó, Navarra i Portugal, i al-Àndalus s'havia reduït al regne musulmà de Granada governat per Abu 'Abd Allāh o Boabdil.
Enric IV de Castella va cercar l'aliança amb Portugal. Per obtenir-la, va casar la seva filla Joana la Beltraneja amb Alfons V de Portugal. No obstant això, la seva germana, la infanta Isabel I de Castella, que aspirava a la corona, es va casar amb Ferran II d'Aragó i després de la mort d'Enric, va reclamar tot el territori castellà. Després de la guerra civil castellana entre partidaris d'Isabel, amb el suport d'Aragó, i partidaris de Joana, amb el suport de Portugal, Isabel va romandre en el tron.
L'aliança castellano-aragonesa va conquerir Granada el 1492 i el 1512 el Regne de Navarra va ser annexionat a la Corona d'Aragó, passant després a la de Castella el 1515. Posteriorment, desaparegut per complet al-Àndalus, l'expansió feudal i el procés de colonització va continuar al nord d'Àfrica, les Canàries i a la recentment ocupada Amèrica.

## Vida i cultura a l'època de la Conquesta

### Llengües i religió

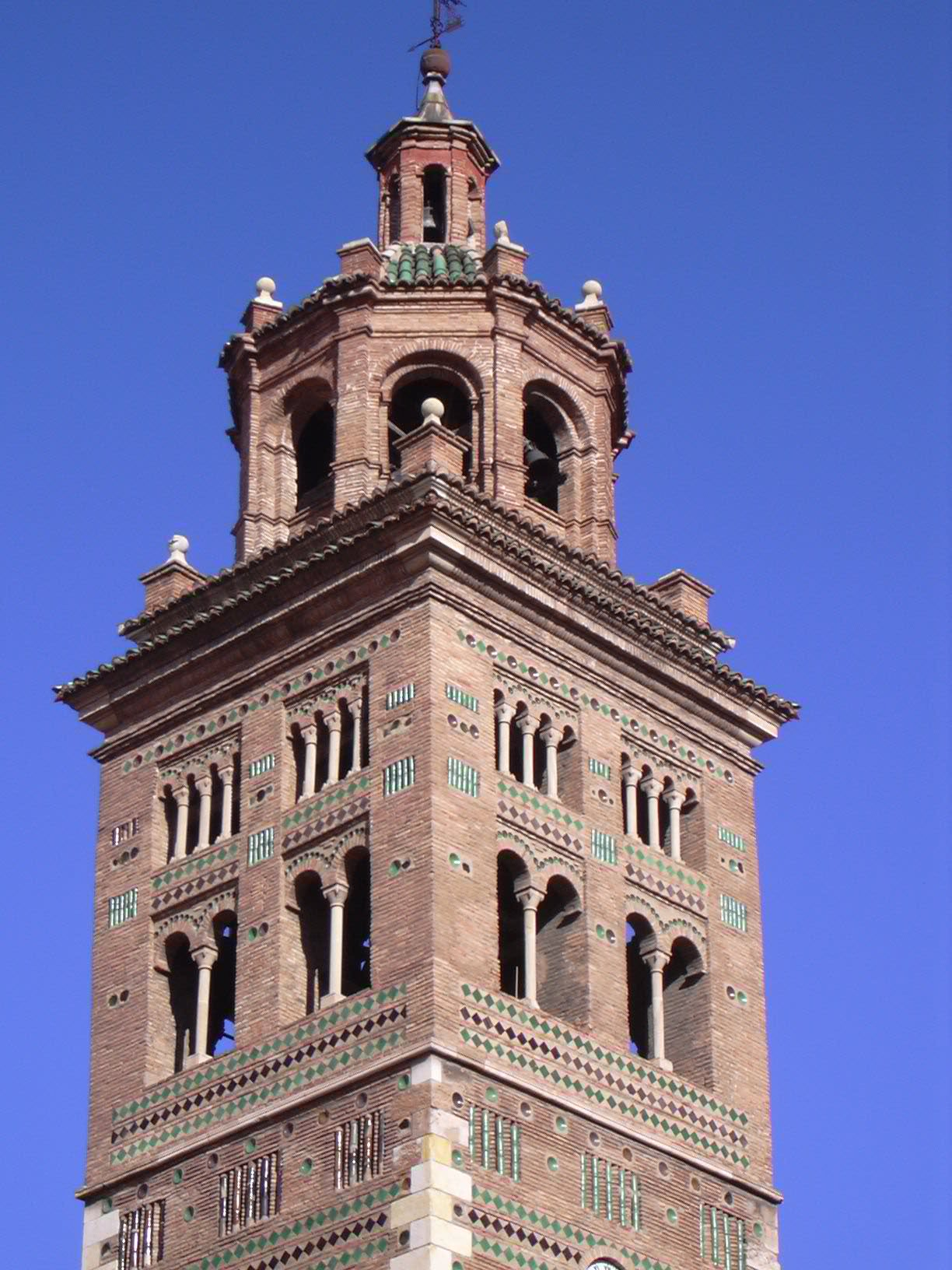
Art Mudèjar. Torre de la Catedral de Terol.

Quan els musulmans arriben a la península, la població hispano-romana parlava un llatí vulgaritzat com arreu de la Romània, i únicament l'oligarquia visigòtica sembla que era bilingüe, perquè parlaven llatí i la seva llengua germànica. Amb l'ocupació musulmana, l'assentament progressiu de poblacions àrabs i amazigues, i les conversions dels indígenes a l'islam, al territori andalusí es parlava quasi exclusivament en llengua àrab, i en concret en un dialecte andalusí influït per la llengua mossàrab. Existien petits grups cristians que conservaren aquesta llengua romanç hispànica, però la van perdre a poc a poc, passant-se a l'àrab, fins a desaparèixer per complet cap al segle xii, tant els mossàrabs com la seva llengua.
La tolerància dels musulmans cap a cristians i jueus, mentre pagaven un tribut especial, es va perdre amb l'avanç de la conquesta de la península pels feudals, i amb l'arribada dels almoràvits d'Àfrica. Als territoris conquerits pels cristians també vivien musulmans que no havien estat expulsats ni esclavitzats, la qual cosa va produir un intercanvi cultural entre musulmans i cristians que es reflecteix en els arabismes existents a les llengües romàniques peninsulars (català, castellà i galaico-portuguès), en els magnífics sistemes de regadiu, sobretot a l'est peninsular, o en l'anomenat art mudèjar.
Els jueus coneixien l'hebreu, que utilitzaven als seus ritus religiosos, però parlaven en àrab o romanç segons on visqueren. Per exemple al segle xiii el coneixement de l'àrab i el castellà per part dels jueus de Toledo va tenir un paper important en la traducció d'obres científiques i literàries dels antics grecs, perdudes en llatí, però que els musulmans havien conservat en àrab durant l'edat mitjana. El personatge jueu més important de l'època seria el filòsof Moisès Maimònides.
La política religiosa dels Reis Catòlics van acabar amb l'expulsió dels jueus, la persecució dels conversos, i l'aïllament i segregació dels musulmans, amb la intenció d'homogeneïtzar religiosament la península.

### Grups socials fruit de la conquesta
Durant el procés de la conquesta es van originar diversos grups socials a conseqüència del contacte entre distintes societats i cultures:
- els mossàrabs: les minories cristianes de les terres controlades pels musulmans; la majoria van acabar convertint-se a l'islam per estalviar-se el tribut especial, i altres van emigrar cap als regnes cristians del nord durant els temps de persecució. Van desaparèixer cap al segle xii.
- els muladins: els cristians o pagans que es van convertir a l'islam després de l'arribada dels musulmans, la major part de la població hispano-romana.
- els mudèjars: els musulmans que habitaven en les terres que havien conquerit els cristians, la gran majoria pagesos; després de les conversions forçoses del segle xvi van ser coneguts com a moriscos, i van ser expulsats definitivament el 1609. A la Catalunya Nova i al País Valencià se'ls van conèixer també com a tagarins.
- els conversos: jueus que es van convertir al cristianisme voluntàriament o per la força després del decret d'expulsió dels jueus de 1492; alguns d'ells serien criptojueus que van practicar el judaisme en secret.